# Dům Dietrich
Dům Dietrich je původně měšťanský dům stojící v ulici Svobody (č. p. 2), na rohu s náměstím Krále Jiřího z Poděbrad, v Chebu. Je pojmenován po prvním majiteli Georgu Dietrichovi, který dům vlastnil od roku 1538. V minulosti jej vlastnili mnozí měšťané i řemeslníci (sklenáři, soukeník).